# John Strathearn Hendrie

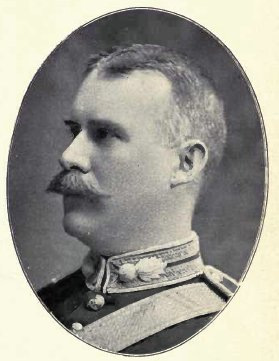
John Strathearn Hendrie

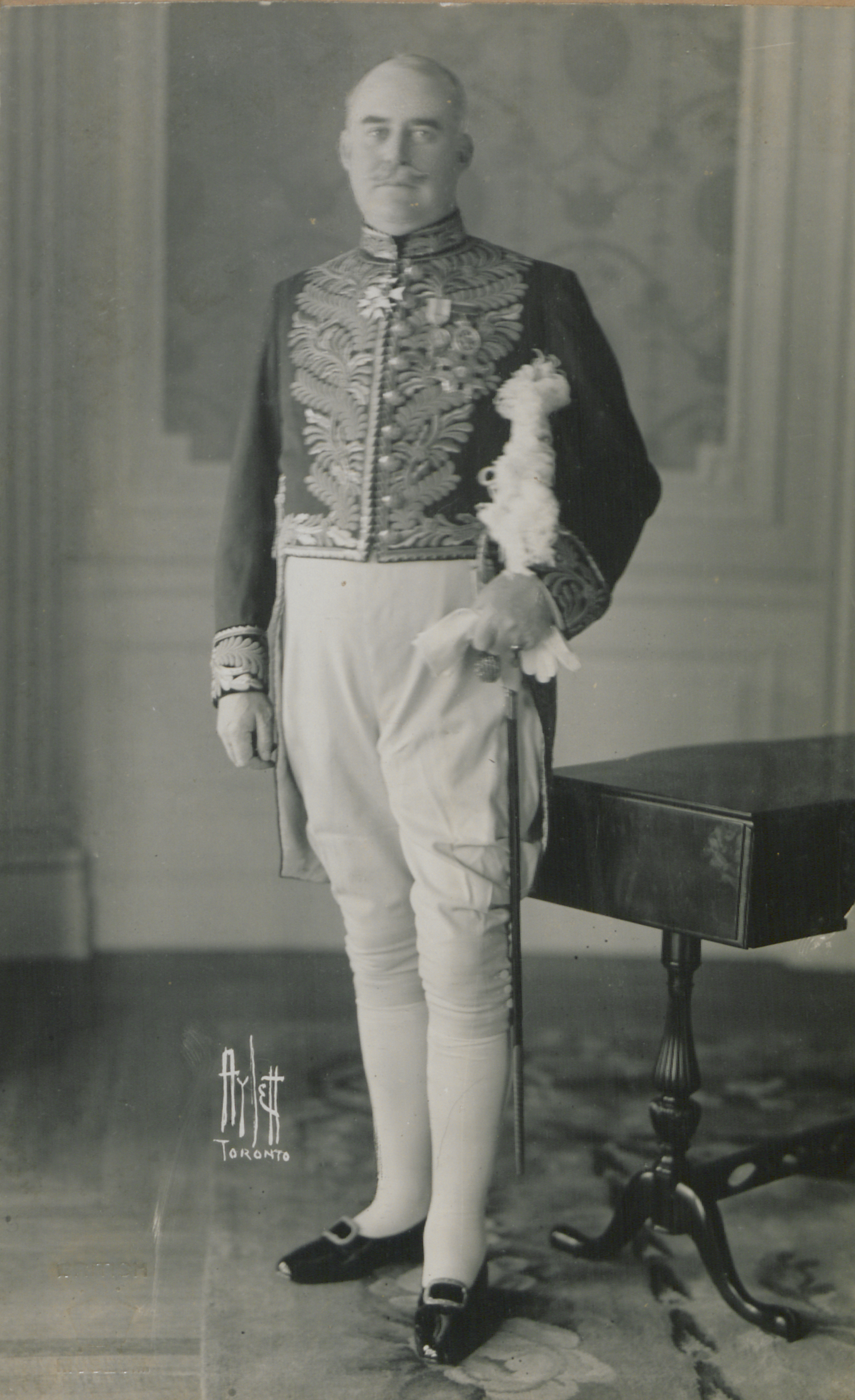
Sir John Strathearn Hendrie als Vizegouverneur von Ontario (Fotografie von Charles Aylett, 1916).

Sir John Strathearn Hendrie, KCMG, CVO (* 15. August 1857 in Hamilton, Westkanada, heute: Ontario; † 17. Juli 1923 in Baltimore, Maryland) war ein kanadischer Offizier und Politiker der Konservativen Partei Kanadas, der unter anderem zwischen 1914 und 1919 Vizegouverneur von Ontario war.

## Leben
John Strathearn Hendrie, Sohn von William Hendrie und dessen Ehefrau Margaret Hendrie, besuchte die Hamilton Grammar School und das 1829 gegründete Upper Canada College. Er wurde Eisenbahnunternehmer und förderte die Hamilton Bridge Works. Er trat 1883 der Hamilton Field Artillery bei und befehligte später bis 1909 als Lieutenant-Colonel die 2. Brigade der zur der Miliz gehörenden Canadian Field Artillery. Als Nachfolger von James Vernall Teetzel bekleidete er für die Amtszeit 1901 bis 1902 das Amt als Bürgermeister seiner Geburtsstadt Hamilton und wurde daraufhin von Wellington Jeffers Morden abgelöst. 
Hendrie selbst wurde am 29. Mai 1902 für die Konservative Partei Kanadas im Wahlkreis Hamilton West erstmals zum Mitglied der Legislativversammlung von Ontario und gehörte dieser nach seinen Wiederwahlen bei den Wahlen am 25. Januar 1905, am 8. Juni 1908, am 11. Dezember 1911 und am 29. Juni 1914 bis zu seinem Mandatsverzicht am 25. September 1914 an. Während seiner Parlamentszugehörigkeit zwischen der zehnten und 14. Legislaturperiode war er Mitglied zahlreicher Ständiger Ausschüsse der Legislativversammlung. Nach dem Wahlsieg der Progressive Conservative Party of Ontario bei den Wahlen am 25. Januar 1905 wurde er im Kabinett von Premierminister James Whitney am 8. Februar 1905 Minister ohne Geschäftsbereich und bekleidete dieses Amt nach den Siegen der Progressive Conservative Party bei den Wahlen am 8. Juni 1908, am 11. Dezember 1911 und am 29. Juni 1914 bis zum 2. Oktober 1914. Für seine Verdienste wurde er 1907 zum Commander des Royal Victorian Order (CVO) ernannt.
Als Nachfolger von Sir John Morison Gibson wurde Hendrie am 2. Oktober 1914 zum Vizegouverneur von Ontario ernannt und bekleidete dieses Amt bis zum 1. Dezember 1919, woraufhin Lionel Herbert Clarke seine Nachfolge antrat. Für seine Verdienste wurde er am 3. Juni 1915 als Knight Commander des Order of St Michael and St George (KCMG) nobilitiert, wodurch er fortan das Prädikat „Sir“ führte.
Hendrie heiratete 1885, Lena Maud Henderson, Tochter von Peter R. Henderson aus Kingston.

## Hintergrundliteratur
- J. E. Middleton, Fred Landon: The province of Ontario. A history, 1615–1927. 5 Bände, Toronto 1927.
- John English: The decline of politics. The Conservatives and the party system, 1901–20. Toronto 1977.
- T. H. Ferns: The life and times of John Strathearn Hendrie, 1857–1923. University of Toronto, 1991.